# Gatto siberiano

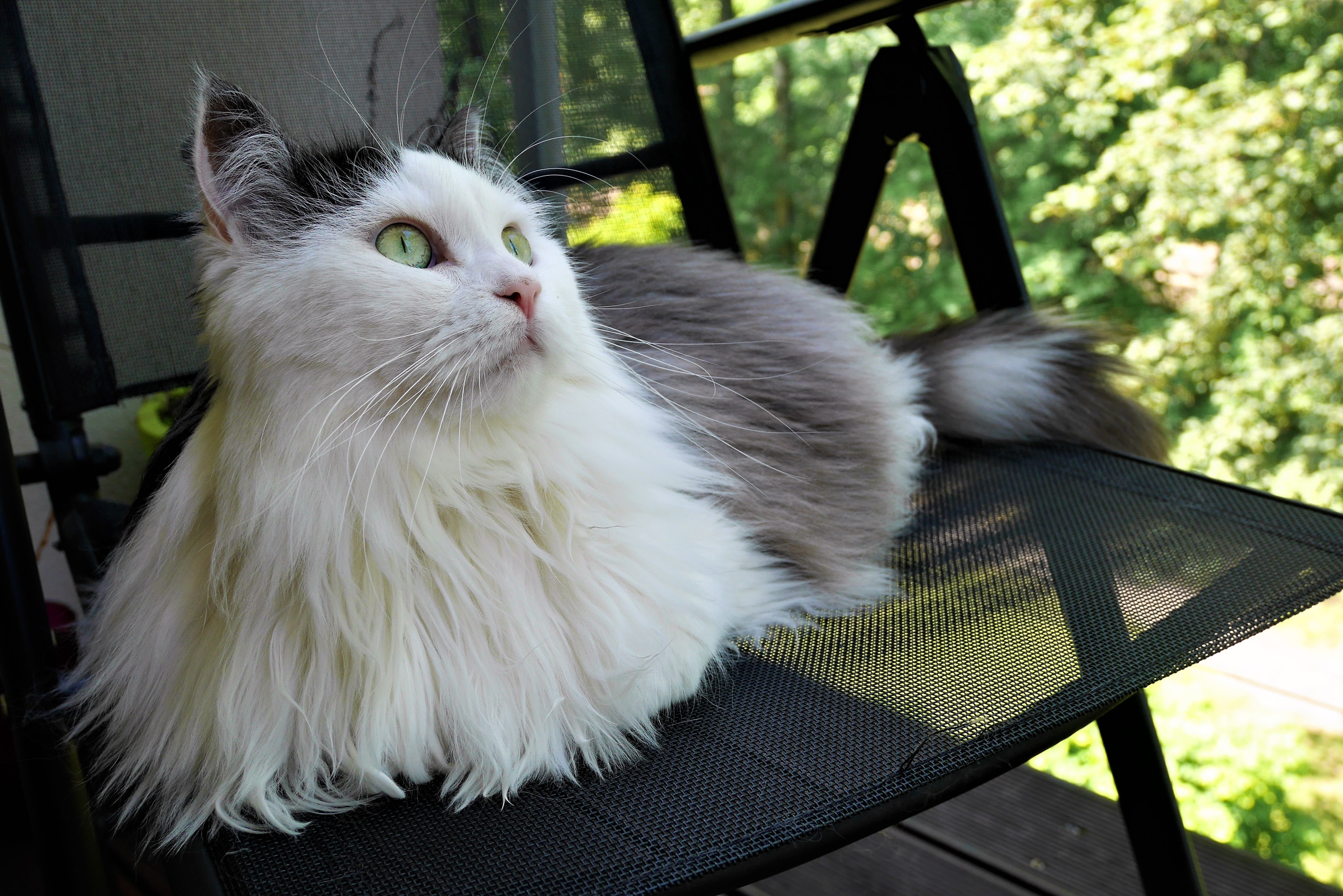
Gatto siberiano

Il gatto siberiano è una razza di gatto risultata dalla selezione naturale fra il gatto selvatico dei boschi e il gatto domestico portato nella Russia siberiana da alcuni coloni nel loro peregrinare, avvenuta intorno all'anno 1050. Gli esemplari di questa razza sono caratterizzati dal pelo semi-lungo e da dimensioni massicce, ma compatte. Le condizioni climatiche molto rigide hanno reso questo piccolo felino un forte, resistente e scaltro cacciatore dal mantello idrorepellente e cute particolarmente spessa per una migliore termoregolazione corporea.
Una particolarità di questa razza consiste nella sua totale o quasi incapacità di produzione della proteina Fel D1. Questa proteina, prodotta dalle ghiandole sebacee e presente in concentrazioni molto elevate nella saliva dei gatti, è la principale responsabile delle reazioni allergiche degli esseri umani. Non è il pelo, come spesso erroneamente si crede, a scatenare le reazioni allergiche, ma principalmente questa proteina che il gatto deposita sul proprio mantello durante le consuete operazioni di pulizia dello stesso pelo. La ridotta (e in alcuni casi nulla) produzione di Fel D1 da parte del gatto siberiano lo rende, di fatto, una razza ipoallergenica.

## Storia
Ricercatori russi e tedeschi pensano che il gatto siberiano sia stato uno dei primi gatti a pelo lungo, e che sia il progenitore di razze oggi selezionate; tra queste: l'angora, il Maine Coon, il Turco Van, il norvegese, razze dalle origini naturali (senza l'intervento umano).
Nonostante sia considerato la razza nazionale della Russia, non sono stati fatti studi approfonditi sulle sue origini, soprattutto per la notevole diffusione sul territorio russo.
Notizie dell'esistenza del gatto siberiano risalgono al 1700 ad una prima mostra felina, ed ancora nel 1871 in Inghilterra.
Da una testimonianza scritta nel 1925, si legge di un “gatto rosso grande robusto e dal pelo lungo proveniente dal Caucaso”.
Uscito dalla nativa Siberia solo nel 1990, è scarsamente diffuso al di fuori della Russia. Questa razza è stata riconosciuta oltre che dai club e dalle federazioni dell'Unione Sovietica, anche dall'Acfa, dal WCF, dalla F.I.F.e. nel 1997, dalla T.I.C.A. nel 1998 e da molte associazioni indipendenti, che rilasciano regolarmente i pedigree e accettano la loro partecipazione alle esposizioni per il campionato. Per la classe multicolor fu accettato dal Cat Fanciers' Association (CFA) il 6 febbraio 2000.
Il primo standard del gatto siberiano fu stilato nel 1991 e nel 1992 viene riconosciuta per la prima volta come razza dalla federazione internazionale WCF (Word Cat Federation). Il primo esemplare esportato in Italia fu Quendalina Romanova.

## Caratteristiche
Il siberiano è un gatto forte, estremamente agile: il gatto maschio ha una muscolatura vigorosa, è pronto e potente, grande cacciatore, amante dell'acqua e della vita all'aria aperta; la gatta femmina è normalmente più leggera, più casalinga, entrambi sono amanti del gioco e dei giocattoli.

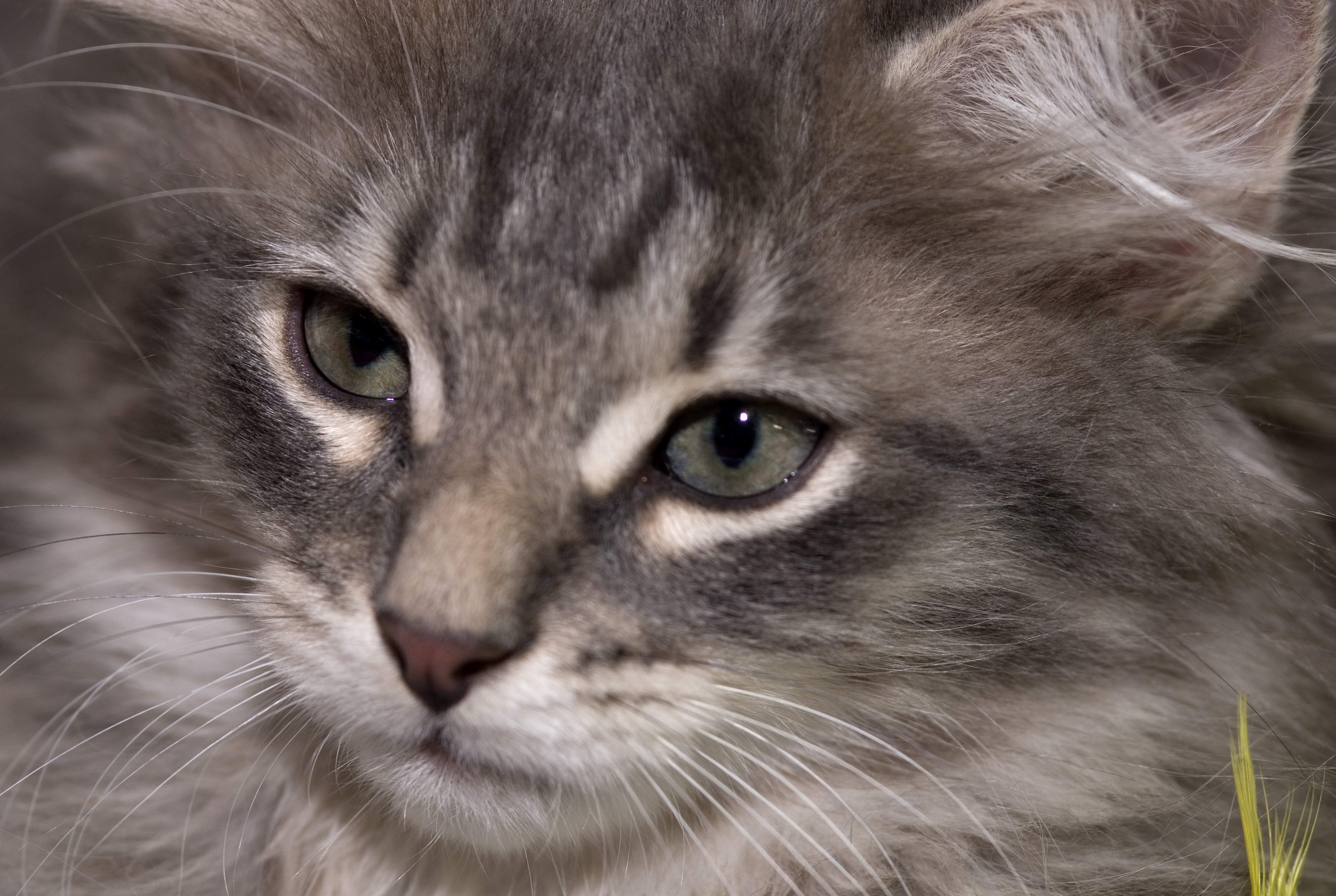
Primo piano di gatto siberiano

La sua espressione facciale è dolce, il portamento guardingo e fiero; ha un carattere affettuoso, sempre molto presente, sceglie lui il “Padrone”, al quale legarsi, abitualmente una persona della famiglia in cui vive ed alla quale riserva una cura speciale. Soffre la solitudine e per questo apprezza sempre la compagnia di una persona.
La razza è estremamente lenta nello sviluppo sino a 5 anni, può raggiungere i 7-9 chili il Maschio e i 4-6 chili la femmina; in alcuni casi se castrato può raggiungere i 10 chili.
La sua vita media è intorno ai 15 anni.

### Profilo del siberiano standard

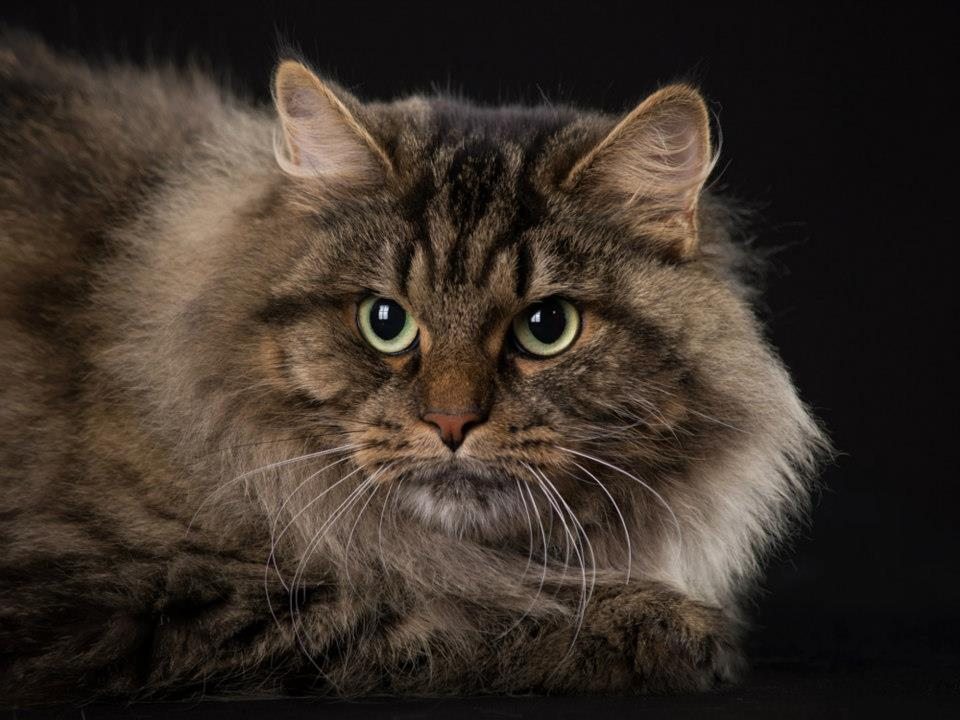
Siberiano brown tabby

È un gatto di taglia grande e robusta, ha il dorso lungo con schiena arcuata, che appare orizzontale quando il gatto si muove.
Il torace è arrotondato, con fasci di muscoli vigorosi convessi sulla vita che si sviluppano con l'età. Il ventre è rotondo e compatto. Le zampe sono rotonde, massicce e molto potenti, le posteriori quando sono tenute stese, sono leggermente più lunghe delle anteriori. I piedi sono grandi e rotondi, con abbondanti ciuffi di pelo tra le dita per non sprofondare nella neve.
Il muso è moderatamente lungo e dai contorni tondeggianti. La testa è ben proporzionata rispetto al corpo, un po' arrotondata, larga e piatta nella parte alta. La fronte è leggermente curvata. Gli zigomi profondi sono accentuati da robuste guance ornate da vibrisse lunghe e forti. Il mento ben sviluppato non deve essere sporgente. Il collo è massiccio e ben muscoloso.
Gli occhi sono grandi, leggermente ovali e arrotondati sul lato inferiore, situati leggermente in obliquo e ben piazzati lontani uno dall'altro, di colore dal verde all'ambra dorata, assumono tonalità diverse (blu nei colorpoint), ma devono in ogni caso essere uguali tra loro.
Le orecchie sono di media grandezza e ben distanziate, larghe alla base con punte arrotondate, presentano peli corti sul retro e lunghi all'interno.
Il naso, largo fra gli occhi che si restringe verso la sua estremità, mostra una leggera curvatura.
La lunghezza della coda deve arrivare circa fino alla scapola, deve essere larga alla base per poi divenire affusolata e arrotondata verso la punta.
I peli sono relativamente lunghi in tutte le stagioni. Il mantello è lungo o semi-lungo, abbondante, fitto e impermeabile, con folto sottopelo idrorepellente; sulle spalle e sulla parte bassa del torace è spesso meno lungo.
La criniera è abbondante intorno alla testa.
Il sottopelo nei gatti adulti col freddo è più folto, mentre si dirada nelle stagioni calde; lungo sotto il ventre, nel collare, sul petto e sulla coda.
Il gatto Siberiano impiega circa cinque anni per raggiungere il suo completo sviluppo muscolare. Si consiglia, infatti, di non portarlo in mostra prima che l'esemplare abbia raggiunto tale età; tuttavia è opportuno portarlo di tanto in tanto alle esposizioni per abituarlo.

### Difetti
Si riportano di seguito i più comuni caratteri che tendono a discostare taluni esemplari dallo standard della razza.
- Corpo: corpo quadrato, posteriori evidentemente più alti, troppo slanciato sulle zampe, troppo basso sulle zampe, zampe troppo snelle, piedi piccoli, assenza di ciuffi di pelo tra le dita, collo sottile e/o lungo, muso stretto ed appuntito, zampe molto lunghe, adulti troppo leggeri.
- Testa: profilo diritto, forma simile a quella di un persiano, stop pronunciato, forma triangolare, guance scarne, mento sfuggente, muso squadrato, mascella arretrata.
- Occhi: occhi troppo piccoli, occhi rotondi, occhi troppo orientali, occhi troppo ravvicinati, occhi incavati, occhi impari, colore diverso da quelli ammessi.
- Orecchie: orecchie troppo grandi, collocate troppo in alto, troppo strette alla base, portamento diritto, troppo arretrate sulla testa, mancanza di ciuffi di pelo all'interno.
- Coda: coda troppo lunga, coda troppo corta, pelliccia scarsa, pelliccia poco folta.
- Pelliccia: pelliccia untuosa su tutto il corpo, sottopelo rado, pelliccia troppo soffice.

### Colori
Prima di ogni riconoscimento ufficiale il colore classico è sempre stato il brown tabby. Tutti i colori sono riconosciuti salvo cioccolato, lilac, cinnamon, fawn.
La colorazione classica riconosciuta ha i colori solidi rosso, nero e tartaruga; i suoi colori diluiti sono blu, crema e blucrema. Vi sono inoltre le varietà silver e smoke.
Il soggetto colorpoint è detto "Neva Masquerade"; nei colorpoint è difficile distinguere il disegno tabby classico (blotched) da quello tigrato (mackerel).
Il multicolor può essere con o senza bianco in ogni parte del corpo, senza una precisa distribuzione così come per altre razze.
Viene riconosciuto un apprezzamento particolare ai portatori del gene gold, che conferisce colorazioni giallo/arancio-dorato sulle striature del mantello. Una nuova colorazione riconosciuta dal WFC è il sunshine, da una colorazione calda al manto come il golden ma meno intensa, il contorno naso non è segnato e può combinarsi con il gene del silver dando vita al sunshine silver, detto "bimetal".

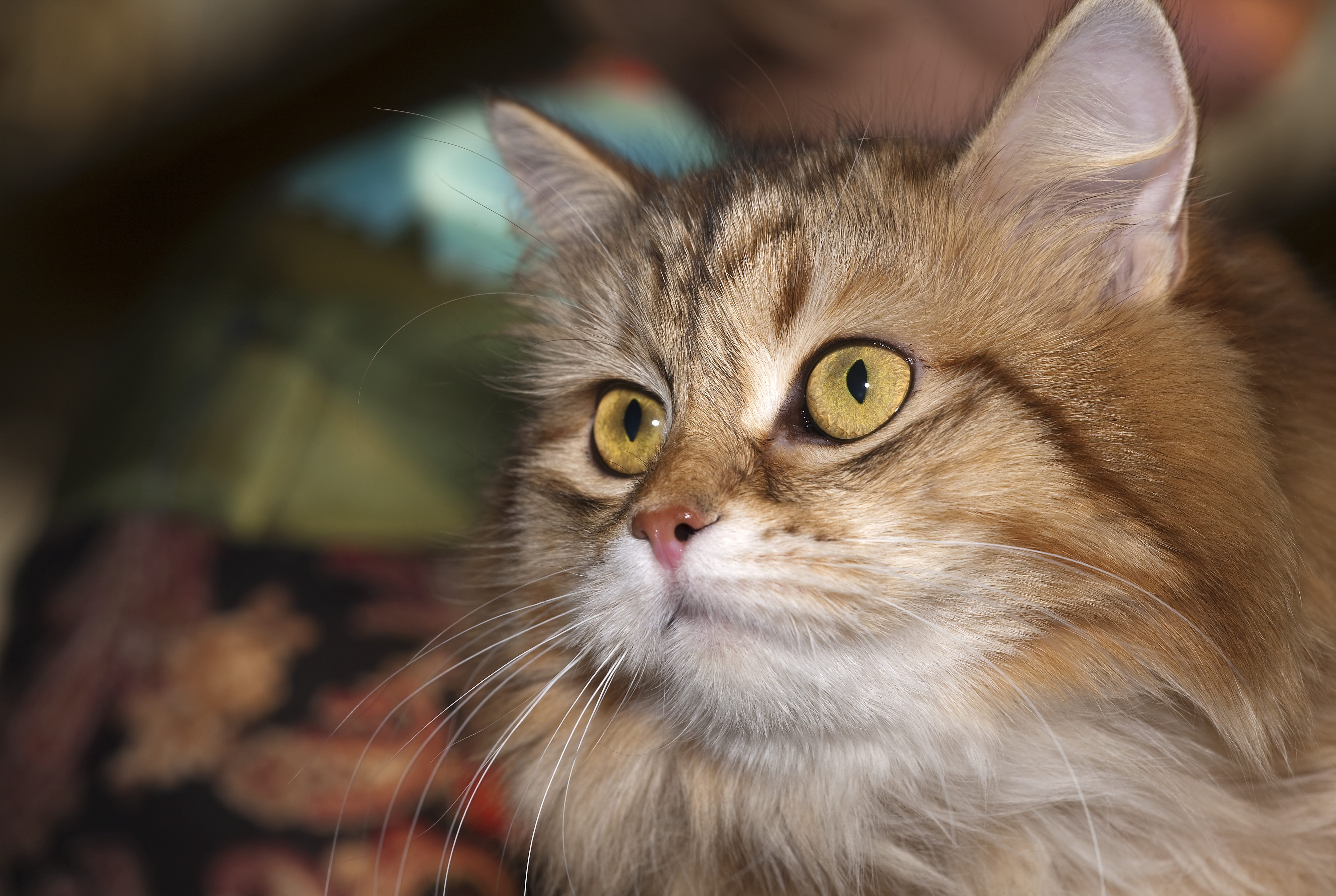
Black golden blotched tabby
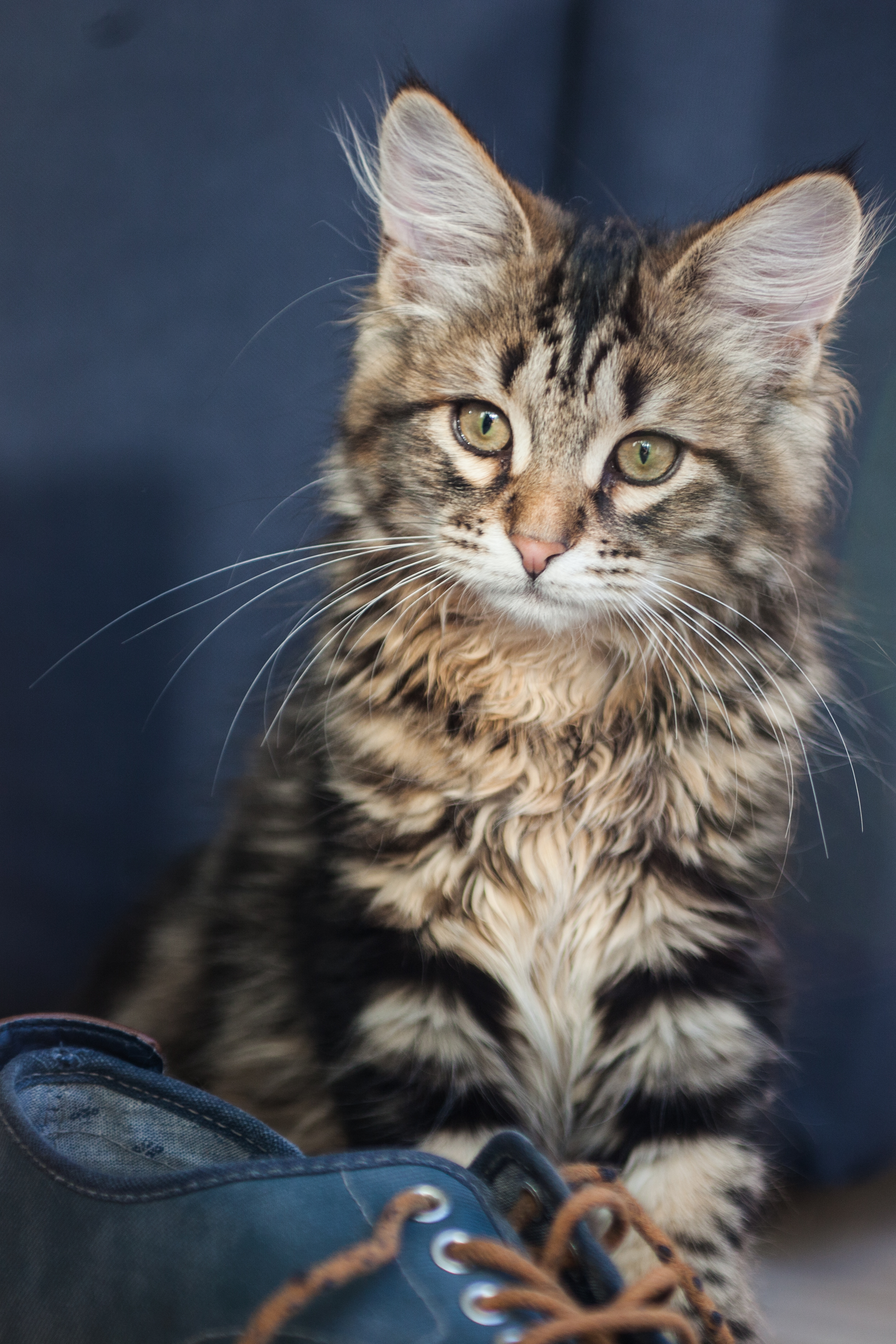
Black tabby blotched
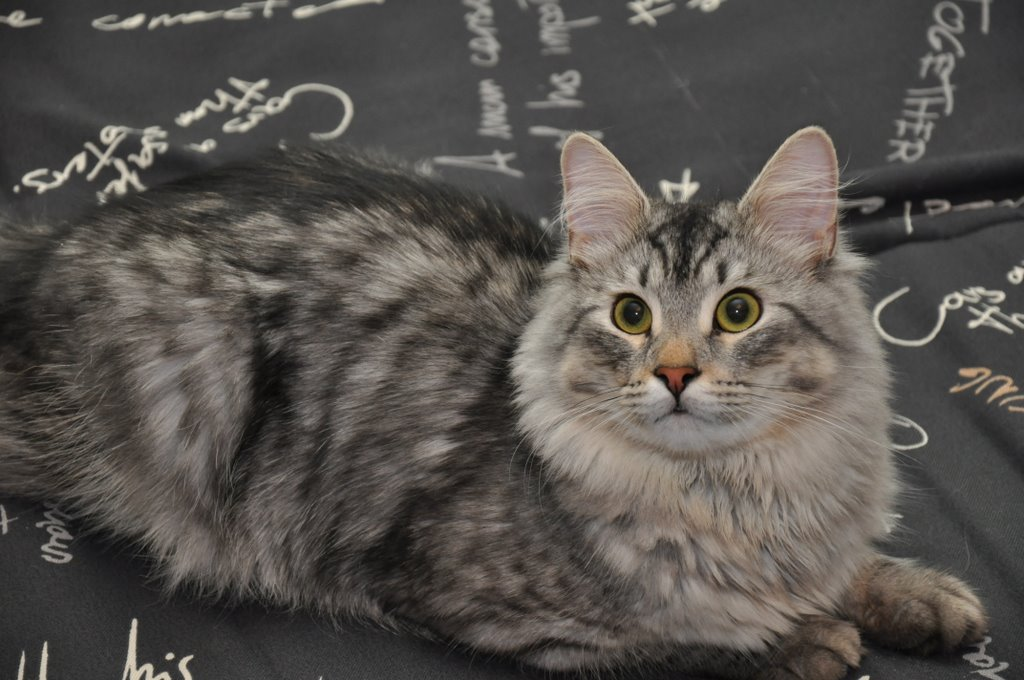
Black silver
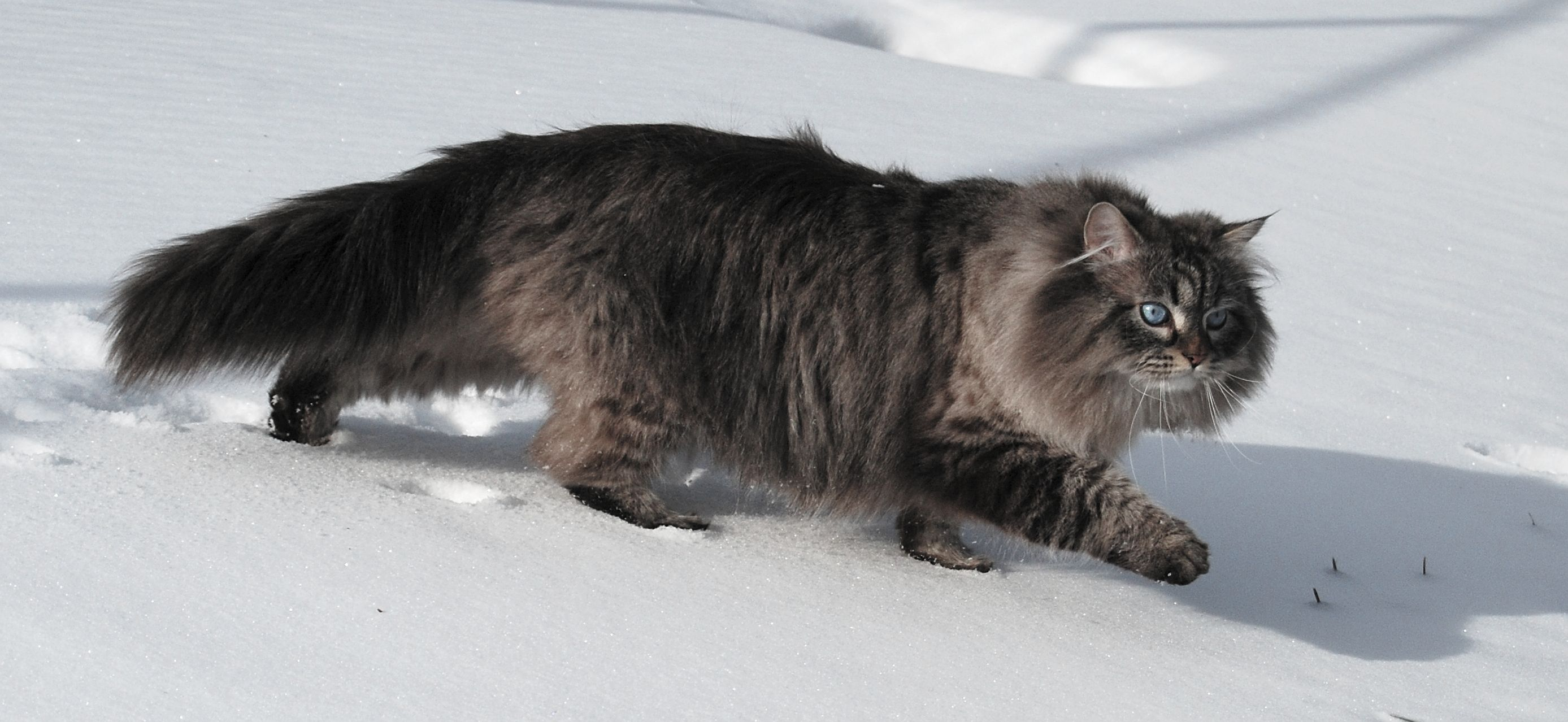
Black tabby point
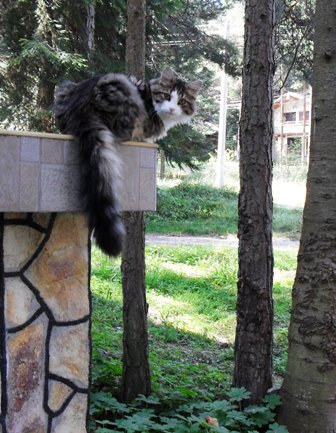
Brown tabby and white
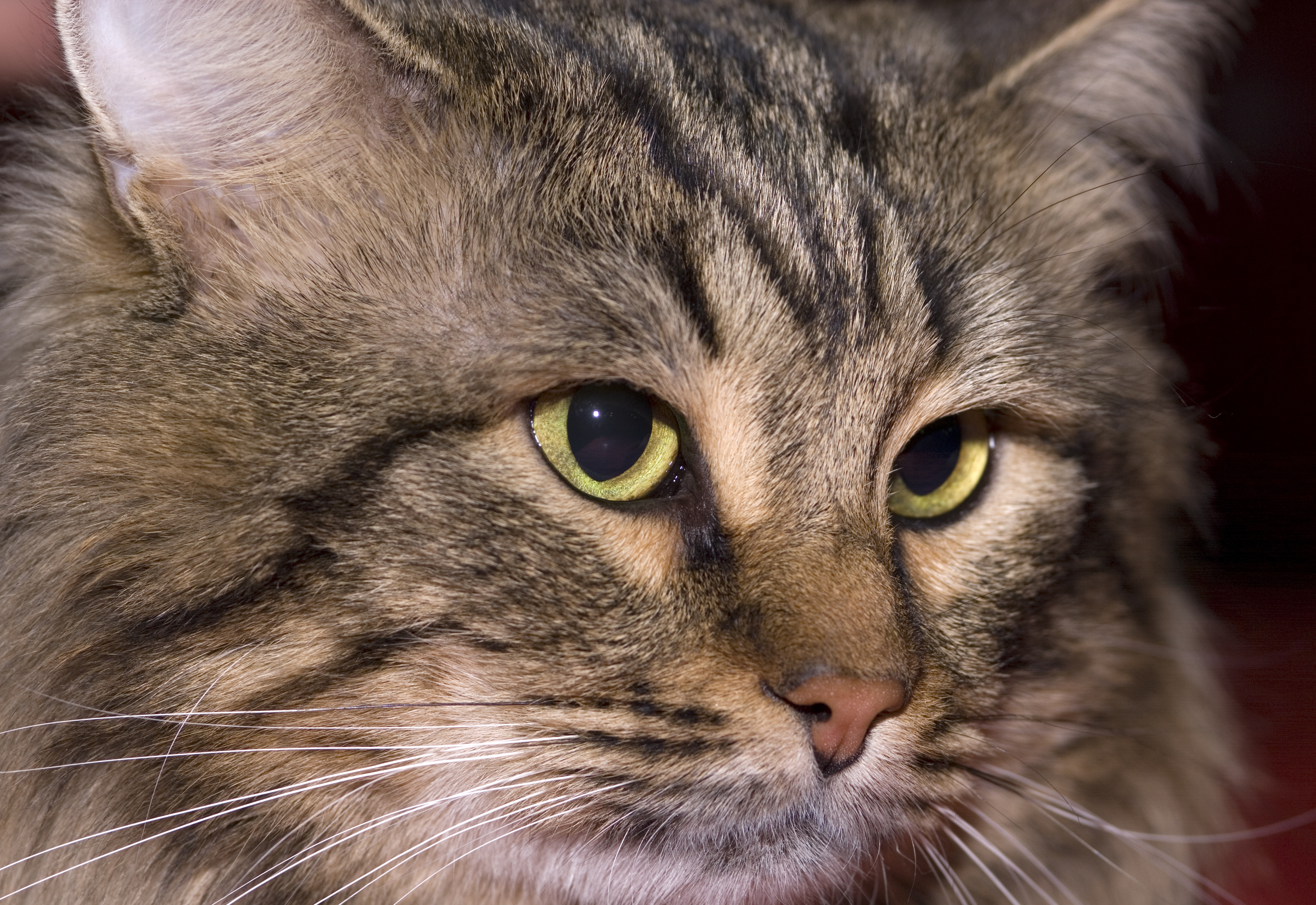
Brown blotched tabby
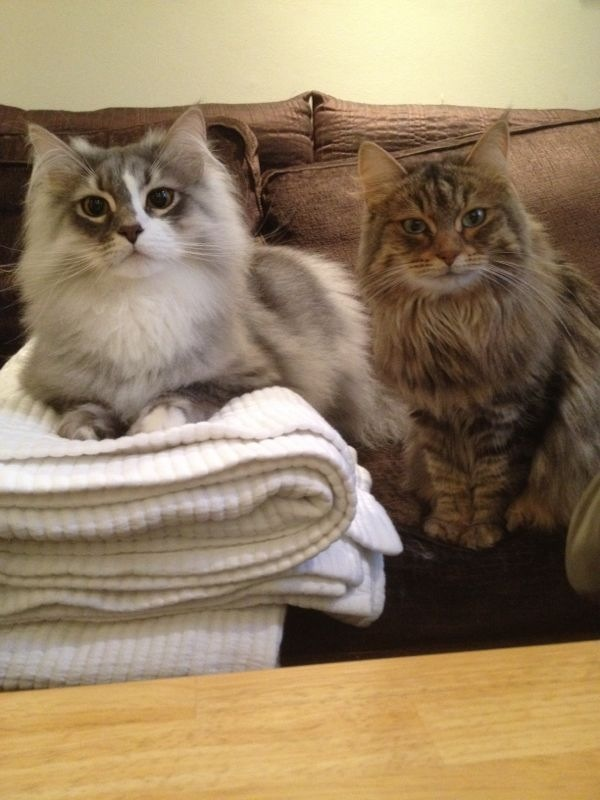
Blue Silver spotted tabby with white (a sinistra), Brown Mackerel Tabby (a destra)
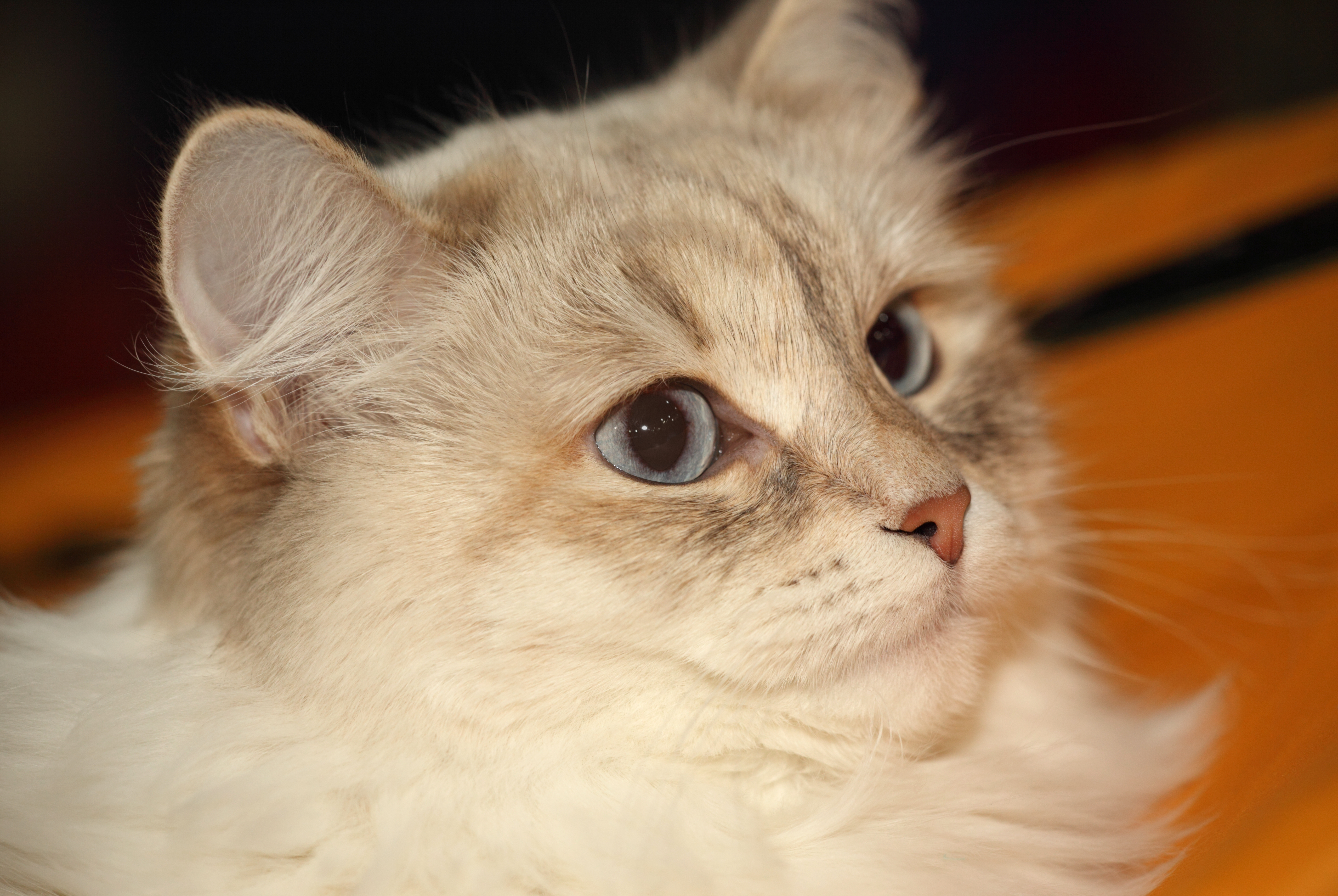
Blue tortoiseshell tabby point
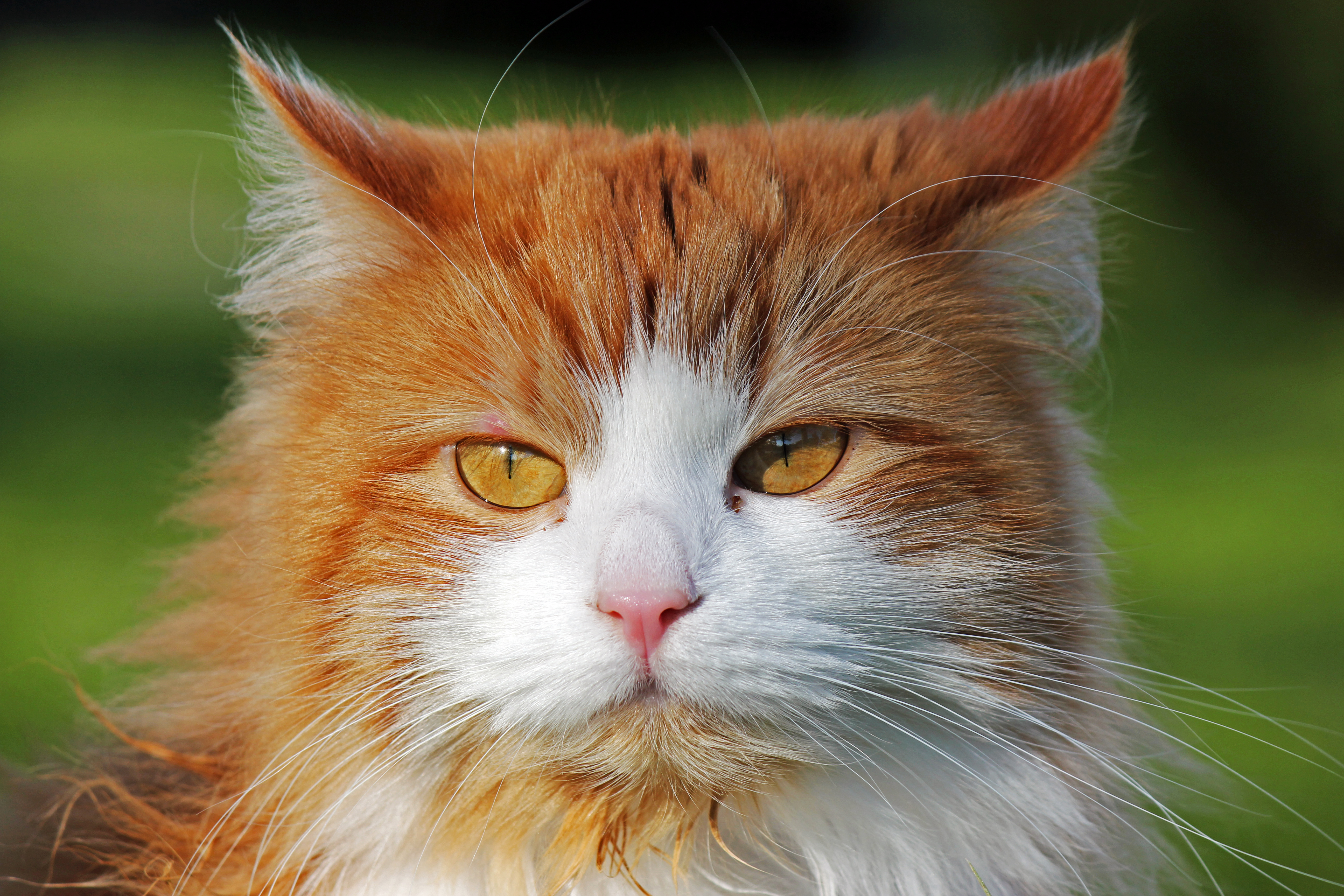
Red and white
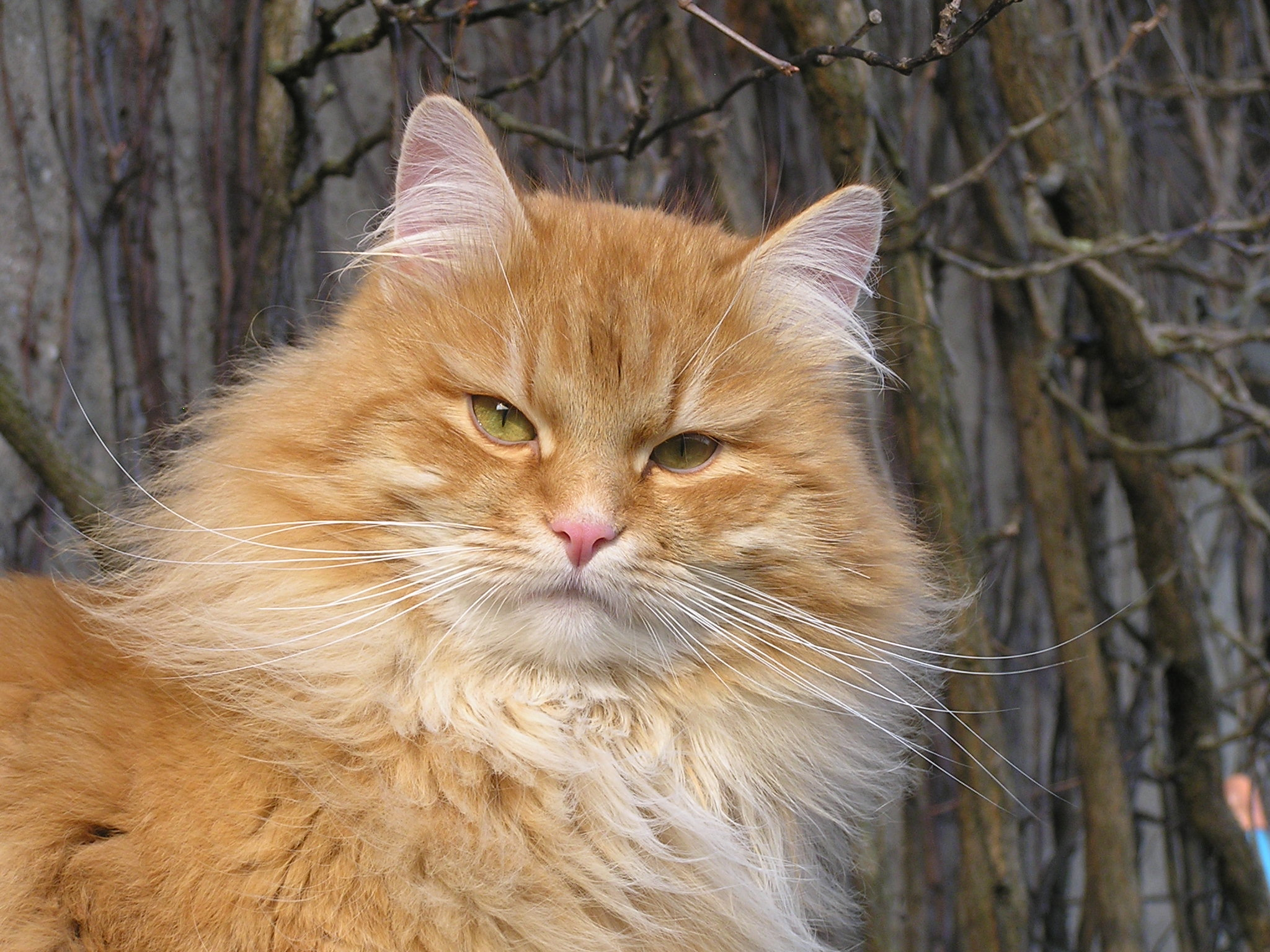
Red tabby
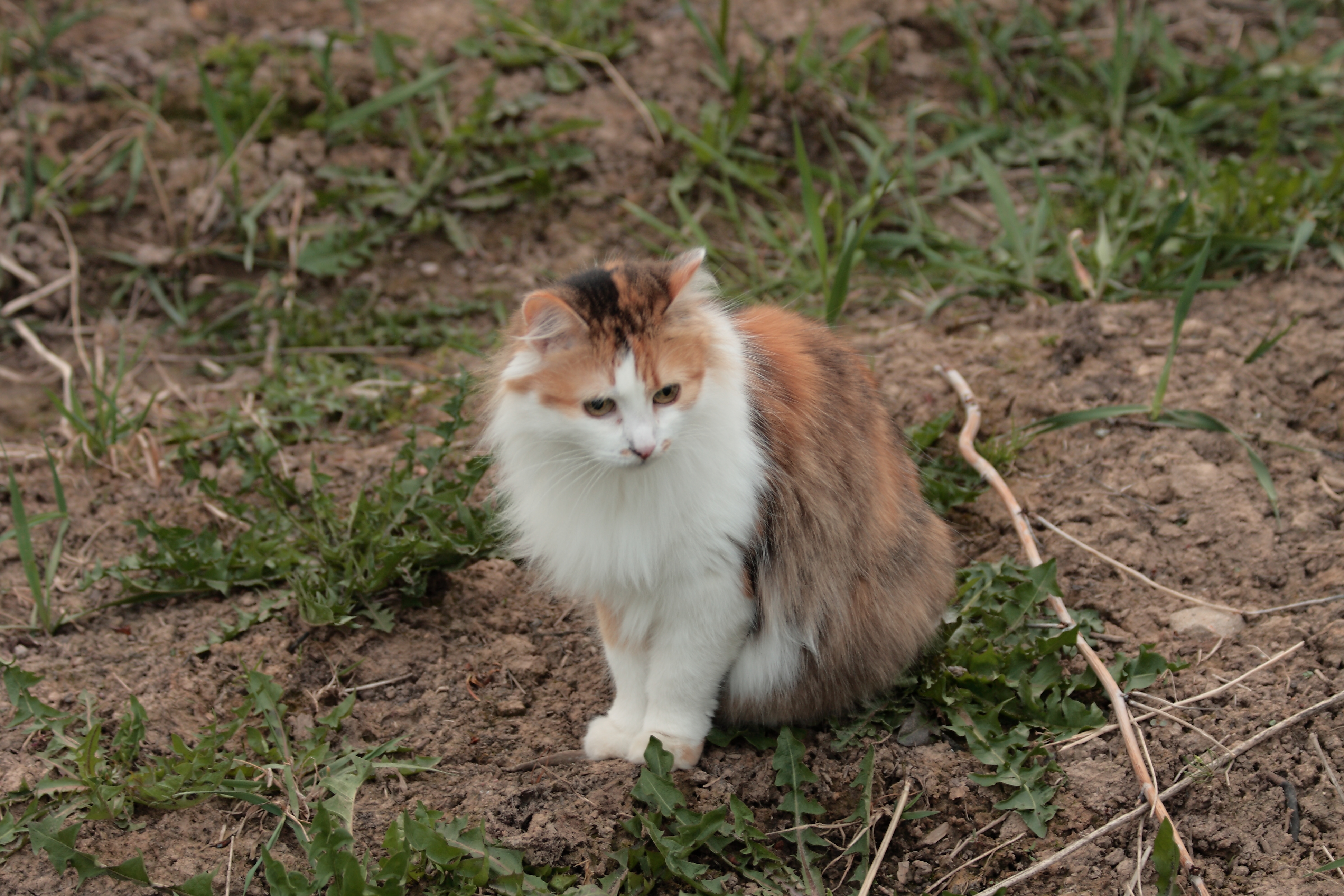
Black tortoiseshell and white (clouded tiger)
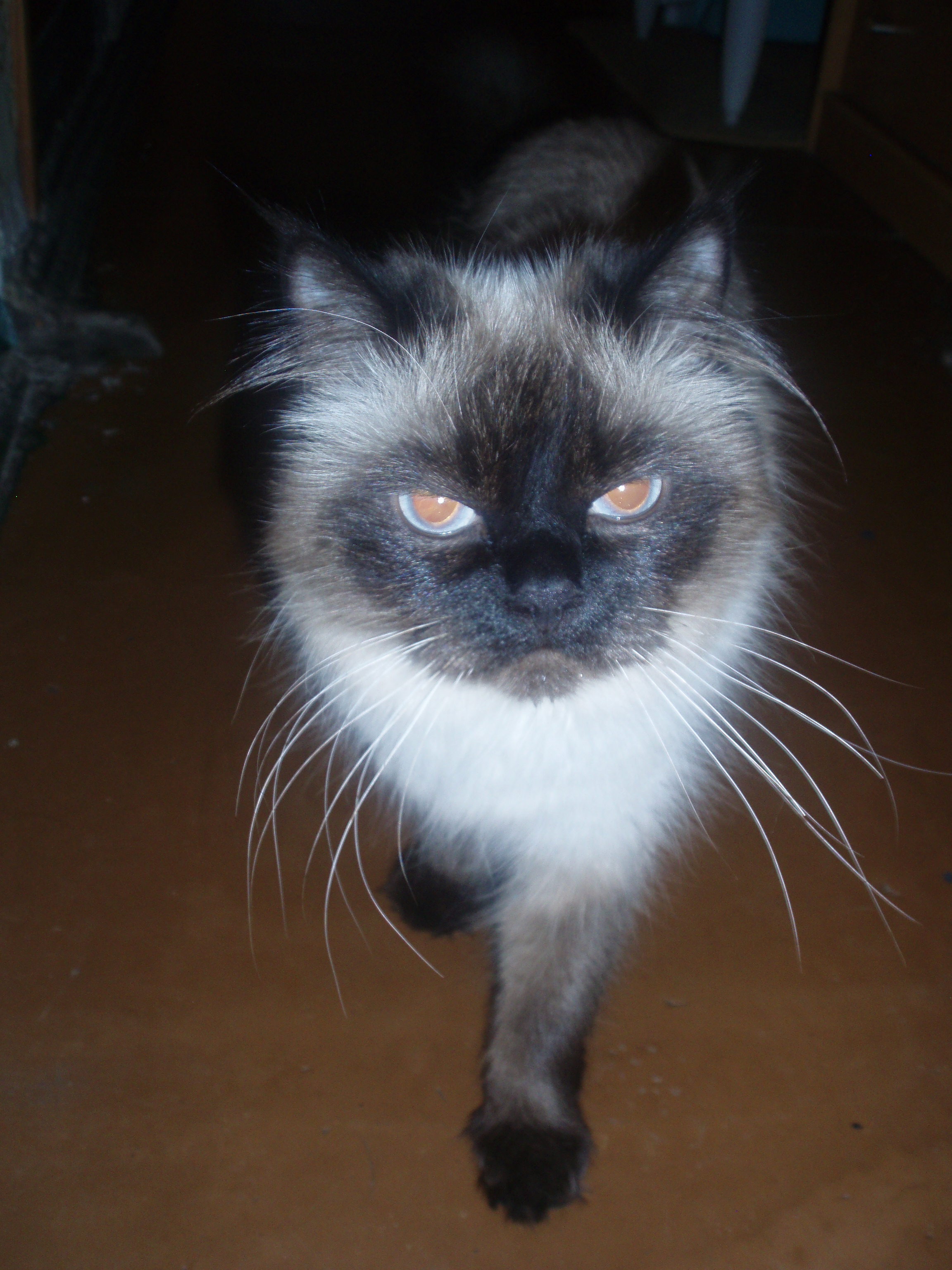
Seal point

## Riproduzione
Il gatto siberiano cresce fino a 4-5 anni anche se ad un anno è già in grado di riprodursi. La femmina raggiunge la maturità sessuale a 9-10 mesi di età. La gestazione dura circa 2 mesi e nascono dai 3 ai 6 cuccioli. I cuccioli aprono gli occhi nella prima settimana di vita e per circa 3-4 settimane si nutrono del latte materno. Intorno al mese di vita, verranno svezzati con alimenti specifici.

## Nella cultura di massa
Il gatto siberiano compare nel film Una vita da gatto grazie alla caratteristica ipoallergenica, perché il regista Barry Sonnenfeld è allergico ai gatti.